# Sarit Thanarat
Sarit Thanarat (thaï : สฤษดิ์ ธนะรัชต์), né le 16 juin 1908 à Bangkok, et mort le 8 décembre 1963 dans la même ville) est un militaire et homme d'État thaïlandais, onzième Premier ministre du 20 octobre 1958, date de sa prise de pouvoir par un coup d'État, au 8 décembre 1963. Il succède à Thanom Kittikhachon, son vice-Premier ministre, qui lui succède après sa mort.